# Botja peluda
La botja peluda (Dorycnium hirsutum) és una planta arbustiva dins la família fabàcia de distribució mediterrània i present a tots els països dels Països Catalans. Com la botja d'escombres que pertany al mateix gènere la botja peluda té interès apícola per la mel.

## Descripció
Subarbust erecte perenne de base llenyosa amb tiges herbàcies, de 0,2-0,5 m, amb folíols obovats o oblongo-lanceolats, de 7-25 x 3-18 mm;llegum cilíndric de 6-20 mm. És una planta verda amb pilositat més o menys patent, densa o laxa, essent reconeguda pel seu to general grisenc i per les tiges, les fulles i els calzes de les flors hirsuts, eriçats de pèls llargs i patents. Flors d'1 a 2 cm; glomèrul a l'extrem de les tiges de 4-12 flors. Floreix d'abril a juliol Els pètals són blancs amb algunes ratlles pintades de granat al pètal superior o estàndard i a l'inferior o carena. El llegum és globós, de color rogenc lluent.

## Hàbitat
Viu en brolles, garrigues i boscs clars principalment a les zones mediterrànies marítimes. Des del nivell del mar fins a 1.500 m d'altitud.

## Galeria

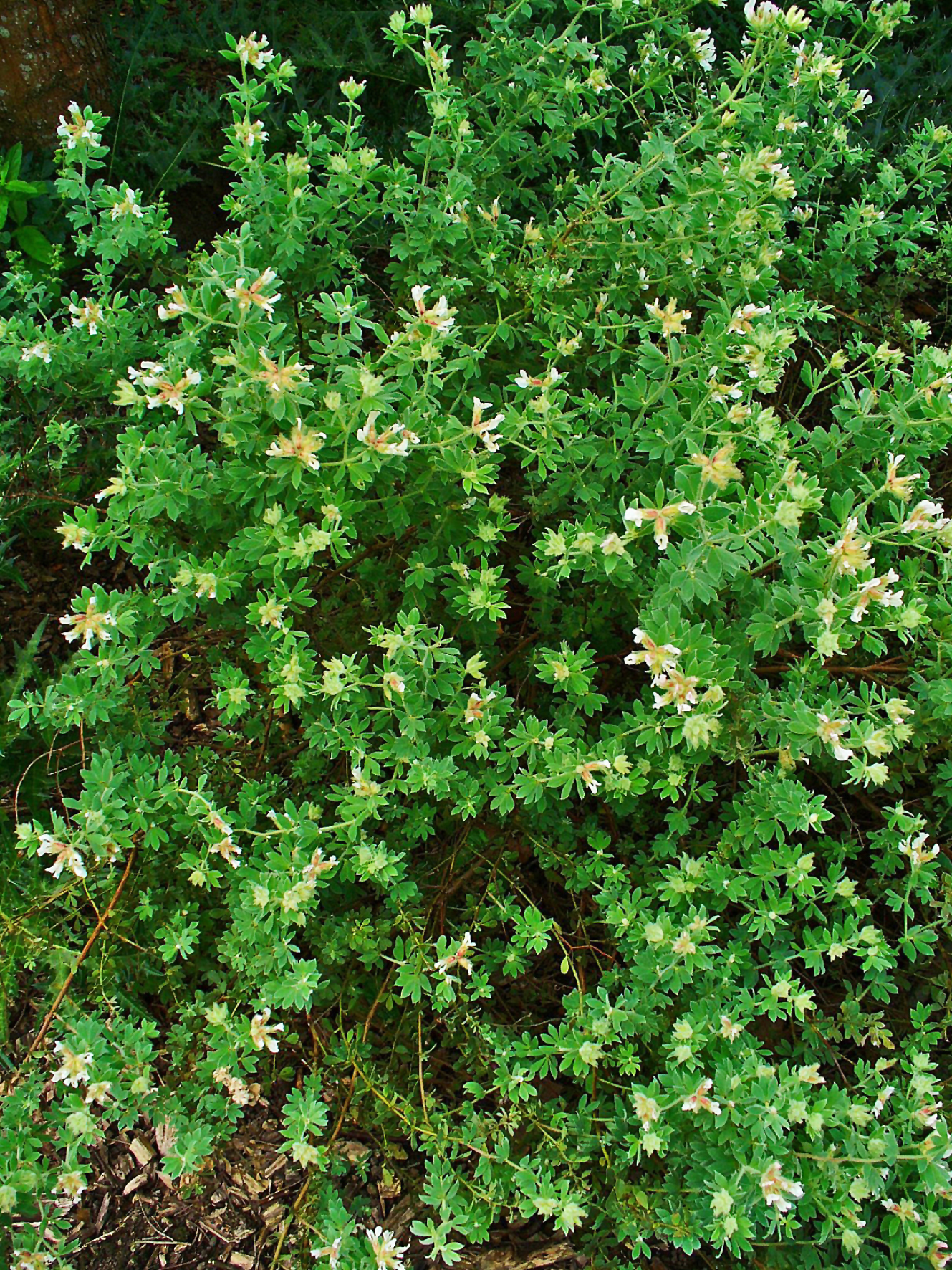
Vista de la planta
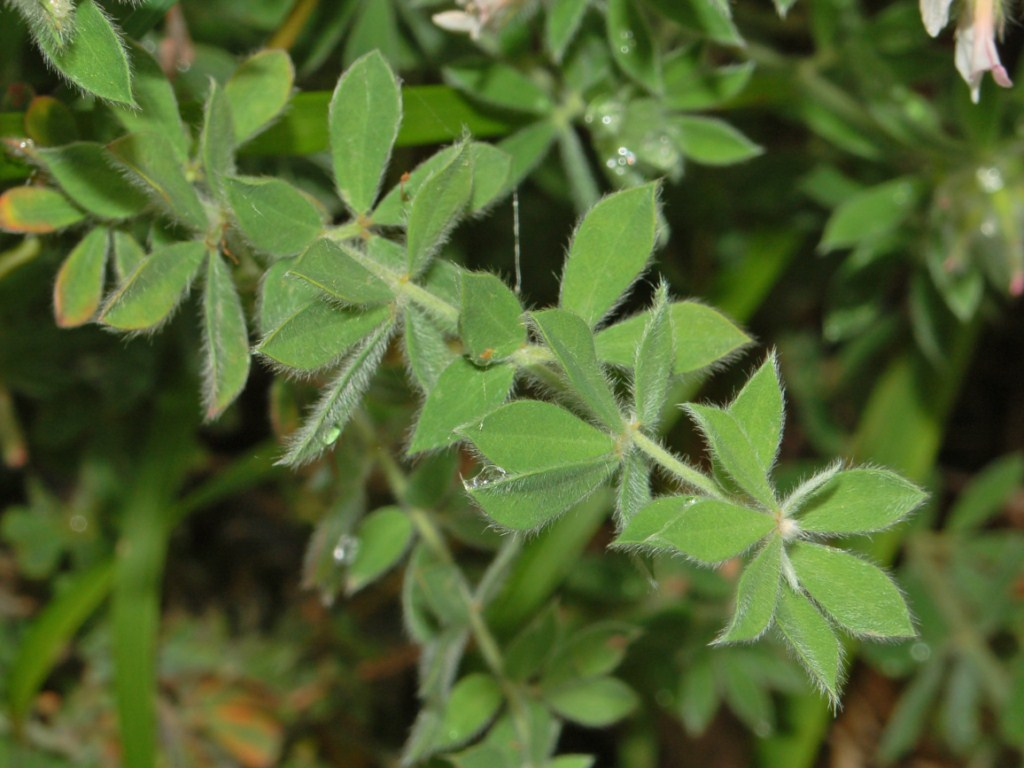
Fulles
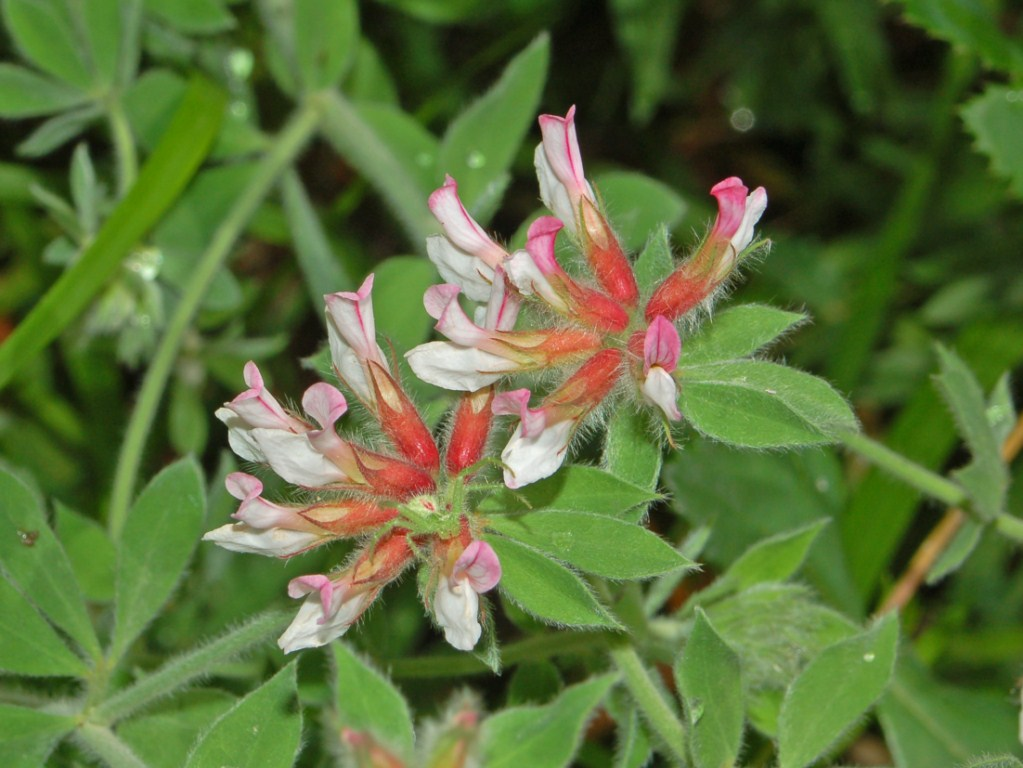
Flors
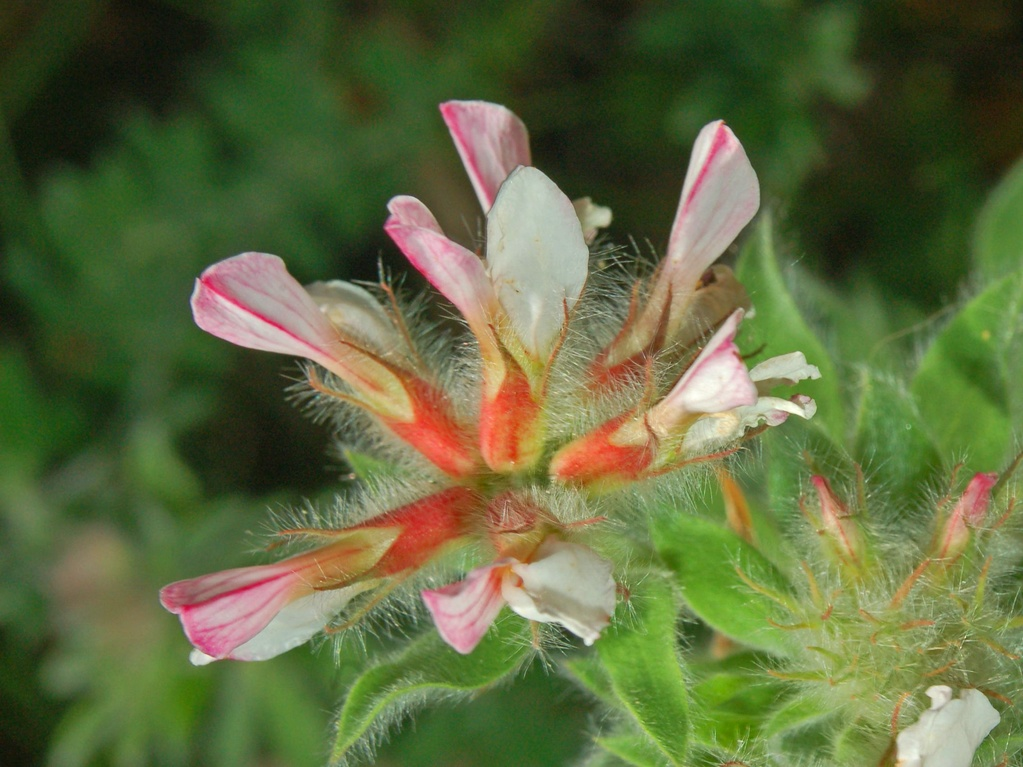
Detall de la flor